# Isabella Banks

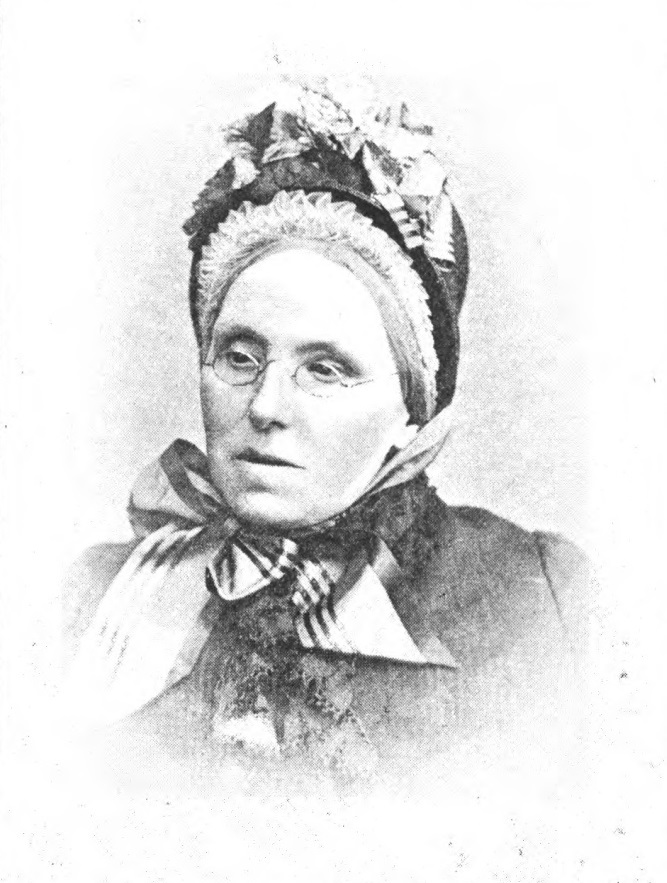
Isabella Banks, ca. 1888

Isabella Banks, geborene Varley, auch bekannt als Mrs. G. Linnaeus Banks (* 25. März 1821 in Manchester, Lancashire; † 4. Mai 1897 in Dalston, London Borough of Hackney), war eine britische Schriftstellerin und Dichterin. Banks ist bis heute vor allem durch ihr 1876 erschienenes Buch The Manchester Man bekannt.

## Leben
Isabella Varley wurde über der Apotheke ihres Vaters in der Oldham Street 10 im heutigen Northern Quarter geboren. Isabella entwickelte ein reges Interesse an der Geschichte Manchesters und seiner politischen Entwicklung. Sowohl ihr Vater James als auch ihre Mutter Amelia waren in der Politik aktiv, lange bevor die Stadt Manchester über eigene parlamentarische Vertreter verfügte; ihr Vater bekleidete zu Lebzeiten mehrere offizielle Ämter als Stadtrat und Magistrat. Isabellas weiteres Interesse galt der Schriftstellerei; ihre Begabung wurde erstmals bemerkt, als The Manchester Guardian 1837 ihr Gedicht A Dying Girl to her Mother veröffentlichte. Ihr erster Gedichtband, Ivy Leaves, wurde 1844 veröffentlicht.
Isabella heiratete 1846 George Linnaeus Banks. Danach veröffentlichte sie, dem Stil der Zeit entsprechend, meist unter dem Namen „Mrs. G. Linnaeus Banks“, obwohl sie manchmal unter ihrem Mädchennamen „Isabella Varley“ schrieb. Sie hatte acht Kinder (von denen allerdings nur drei das Erwachsenenalter erreichten). Ihr Ehemann George war Journalist und Herausgeber und arbeitete an verschiedenen Orten im Vereinigten Königreich.
In den frühen 1860er Jahren starb Isabellas ältestes Kind (damals 14 Jahre alt), und man nimmt an, dass ihr Gefühl des Verlustes sie zu ihrem ersten Roman, God's Providence House, inspirierte: Die berühmte Geschichte des alten Chester, eine fesselnde Liebes- und Abenteuergeschichte, die in der Zeit der Wegelagerer und der Pest in der Gegend von Chester in Cheshire spielt und in der eine Figur in der Watergate Street wohnt, an deren Fassade der Schriftzug God's Providence is Mine Inheritance („Gottes Vorsehung ist mein Erbe“) angebracht ist, da es eines der wenigen Häuser ist, das nicht von der Pest heimgesucht wurde. 1865 war sie gemeinsam mit ihrem Mann Autorin von Daisies in the Grass: a collection of songs and poems. The Making of William Edwards or The Story of the Bridge of Beauty war ebenfalls ihr gemeinsames Werk. Zu ihren zahlreichen literarischen Werken gehören The Watchmaker's Daughter and Other Tales, Forbidden to Marry (zwei Bände), More than Coronets (1881), Caleb Booth's Clerk: A Lancashire Story (1878), Glory: A Wiltshire Story, Sybilla and other Stories (1885), Miss Pringle's Pearls, und Bond Slaves – the story of struggle (1893), ein Gesellschaftsroman über die Ludditen in Nordengland. Einige dieser Werke erlebten viele Auflagen und erschienen im 20. Jahrhundert mehrmals wieder.
Banks’ Roman The Manchester Man erschien zunächst als Fortsetzungsroman im Cassell's Magazine zwischen Januar und November 1874, bevor er 1876 in drei Bänden veröffentlicht wurde. Das Buch wurde zu ihrem berühmtesten Werk und gilt als wichtiger sozialer und historischer Roman, der den Aufstieg von „Jabez Clegg“, dem „Manchester Man“, von der Zeit der napoleonischen Kriege bis zum Reform Act 1832 beschreibt. Sein persönliches Schicksal, beginnend mit der fast tragisch verlaufenden Rettung seiner Wiege aus dem River Irk, bildet eine Geschichte voller Romantik und Melodrama, sein Leben vom Lehrling zum Meister und von der Armut zum Reichtum spiegelt das Wachstum und den Wohlstand der Stadt wider. Dies geschieht vor einem politisch-historischen Hintergrund mit lebendigen Schilderungen des Peterloo-Massakers von 1819 und der Maisgesetz-Unruhen (die Anti-Corn Law League wurde 1838 in Manchester gegründet).
Im Jahr 1896, dem Jahr vor Banks’ Tod, wurde eine reich illustrierte Ausgabe von The Manchester Man mit sechsundvierzig Tafeln und drei Karten veröffentlicht, Neuauflagen erschienen 1991 und 1998. An die Helden, „Jabez Clegg“ und „Joshua Brooks“, erinnern die Namen von Pubs in Manchester. Ein Zitat aus dem Roman (Mutability is the epitaph of worlds / Change alone is changeless / People drop out of the history of a life as of a land though their work or their influence remains) bildet das Epitaph auf dem Grabstein von Tony Wilson, einem der Gründer von Factory Records in Manchester.
Anthony Trollope bewunderte Banks’ Beitrag zur Literatur sehr und soll bemerkt haben, dass ihre „Anerkennung im literarischen Leben hinter ihren Verdiensten zurückgeblieben“ sei. Kurz darauf stellte eine Wohltätigkeitsorganisation, für die Trollope tätig war, der Royal Literary Fund, Banks 355 £ zur Verfügung.
Isabella Banks engagierte sich für die Rechte der Frauen und hielt Vorträge über die Frau, wie sie war, wie sie ist und wie sie sein könnte. Ab 1842 war sie Mitglied des Frauenausschusses der Anti-Corn Law League.
Banks starb 1897 in ihrem Haus in London. Sie wurde auf dem Abney Park Cemetery in Stoke Newington in London neben ihrem 1881 verstorbenen Ehemann beigesetzt.
Im Jahr 2015 wurde ihr zu Ehren eine Straße in Manchester nach ihr benannt.

## Weitere Literatur
- William Andrews: North Country Poets: Poems and Biographies of Natives or Residents of Northumberland, Cumberland, Westmoreland, Durham, Lancashire and Yorkshire (2 Bände). Simpkin, Marshall & Co., London 1889.